# Парфенон (Нашвилл)
Парфенон в Нашвилле, штат Теннесси, США — точная полноразмерная копия афинского Парфенона. Он был построен в 1897 году для международной выставки, проходившей в Нашвилле по поводу столетия вхождения Теннесси в число Соединённых Штатов. Здание включено в национальный реестр исторических мест США.

## История
На идею построить к выставке 1897 года несколько копий античных зданий её организаторов натолкнуло прозвище Нашвилла — «Южные Афины». Парфенон, ставший центральным элементом выставки, был единственной точной копией и единственным зданием, которое было сохранено в дальнейшем. Сначала нашвиллский Парфенон был построен из дерева и кирпича; в 1920 году началась перестройка его из бетона, полностью завершённая в 1931. В 1990 году нашвиллским скульптором Аланом Лекуиром была воссоздана статуя Афины, древний оригинал которой не дошёл до наших дней и известен только по копиям и описаниям.

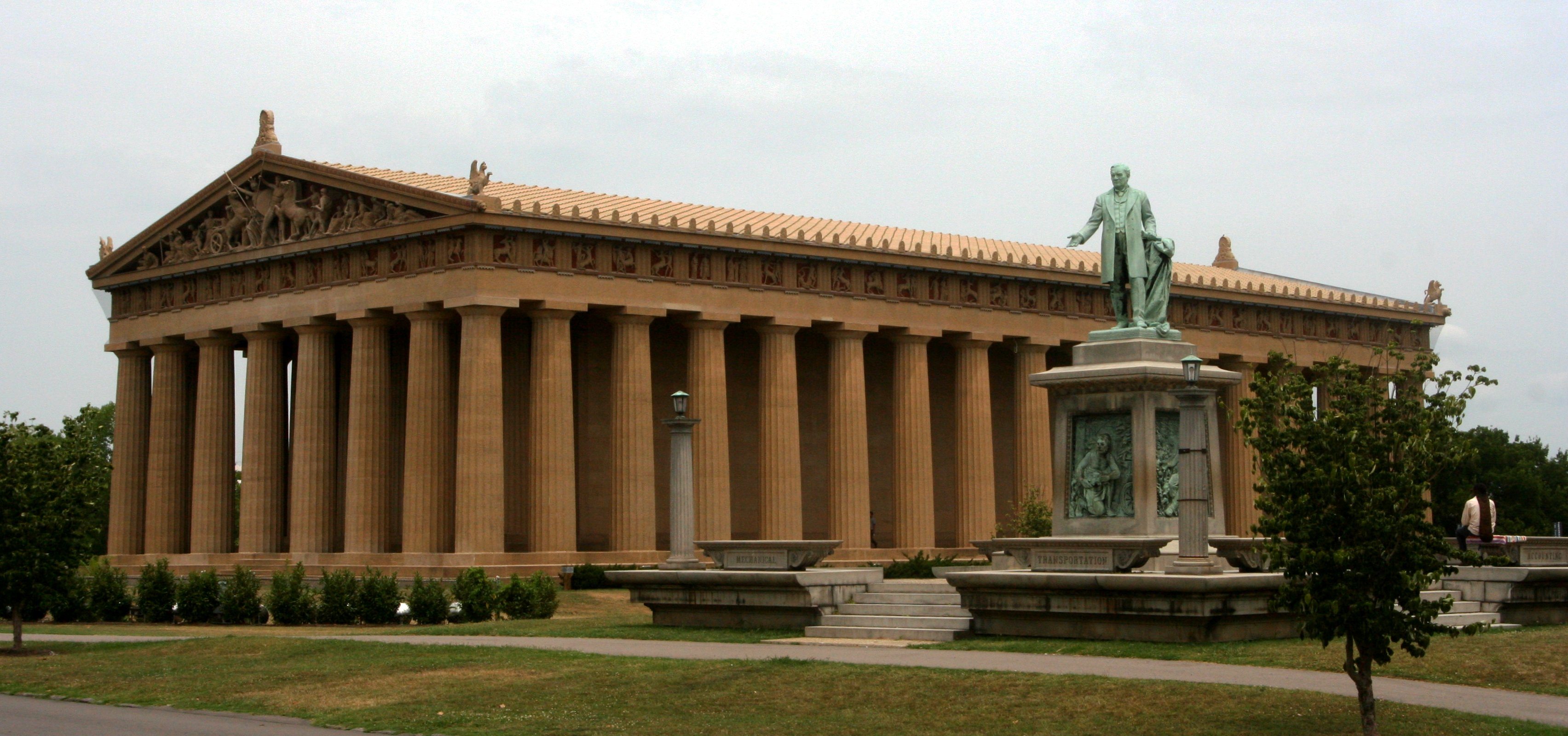
Нашвиллский Парфенон

## Современное состояние
В настоящее время нашвиллский Парфенон является центральной достопримечательностью городского парка «Сентенниал-парк». В здании располагается небольшой музей живописи, в коллекции которого находятся 63 полотна американских художников XIX—XX веков, пожертвованные Джеймсом М. Кованом. В дополнительной галерее проводятся временные выставки. В летнее время местный театр осуществляет на лестнице Парфенона постановки классических древнегреческих трагедий.